# Onthophagus suginoi
Onthophagus suginoi är en skalbaggsart som beskrevs av Teruo Ochi 1984. Onthophagus suginoi ingår i släktet Onthophagus och familjen bladhorningar. Inga underarter finns listade i Catalogue of Life.